# Langres
Langres é uma comuna francesa na região administrativa de Grande Leste, no departamento Haute-Marne. Estende-se por uma área de 22,33 km². Em 2010 a comuna tinha 8 104 habitantes (densidade: 362,9 hab./km²).
Era chamada de Andemantuno (em latim: Andemantunnum) e Língones durante o período romano.